# Governo Bolsonaro
Il Governo Bolsonaro è stato il governo del Brasile in carica dal 1º gennaio 2019 al 1º gennaio 2023, dopo la vittoria di Jair Bolsonaro alle elezioni presidenziali del 2018. Gli è succeduto il Governo Lula II, frutto della vittoria di Luiz Inácio Lula da Silva alle elezioni 2022.

## Composizione
Partito Social-Liberale (PSL)
     Democratici (DEM)
     Partito del Movimento Democratico Brasiliano (MDB)
     Partito Nuovo (NOVO)
     Partito Patriota (PATRI)
     Indipendenti
| Carica                                        | Titolare | Titolare | Titolare                       | Partito                |
| --------------------------------------------- | -------- | -------- | ------------------------------ | ---------------------- |
| Presidente                                    |          |          | Jair Bolsonaro                 | PSL (dal 2021: PL)     |
| Vicepresidente                                |          |          | Hamilton Mourão                | PRTB                   |
| Capo di Gabinetto                             |          |          | Ciro Nogueira                  | Progressisti (Brasile) |
| Economia                                      |          |          | Paulo Guedes                   | Ind.                   |
| Scienza, tecnologia e innovazioni             |          |          | Marcos Pontes                  | PSL                    |
| Giustizia e sicurezza pubblica                |          |          | Anderson Torres                | Ind.                   |
| Agricoltura, allevamento e approvvigionamento |          |          | Tereza Cristina                | DEM                    |
| Sicurezza istituzionale                       |          |          | Augusto Heleno                 | PATRIOTA               |
| Difesa                                        |          |          | Fernando Azevedo e Silva       | Ind.                   |
| Affari esteri                                 |          |          | Carlos França                  | Ind.                   |
| Direttore della Banca centrale                |          |          | Roberto Campos Neto            | Ind.                   |
| Supervisione e controllo generale dell'Unione |          |          | Wagner Rosário                 | Ind.                   |
| Salute                                        |          |          | Marcelo Queiroga               | Ind.                   |
| Procuratore generale della Repubblica         |          |          | André Luiz de Almeida Mendonça | Ind.                   |
| Segreteria generale della Presidenza          |          |          | Jorge Oliveira                 | Ind.                   |
| Istruzione                                    |          |          | Milton Ribeiro                 | Ind.                   |
| Segreteria del Governo                        |          |          | Luiz Eduardo Ramos             | Ind.                   |
| Infrastrutture                                |          |          | Tarcísio Gomes de Freitas      | Ind.                   |
| Sviluppo regionale                            |          |          | Gustavo Canuto                 | Ind.                   |
| Cittadinanza                                  |          |          | Osmar Terra                    | MDB                    |
| Turismo                                       |          |          | Marcelo Álvaro Antônio         | PSL                    |
| Miniere e energia                             |          |          | Bento Albuquerque              | Ind.                   |
| Donne, famiglia e diritti umani               |          |          | Damares Alves                  | Ind.                   |
| Ambiente                                      |          |          | Joaquim Leite                  | Ind.                   |